# Chiesa di San Vigilio (Ledro)
La Chiesa di San Vigilio è la parrocchiale di Molina, frazione di Ledro, nella valle omonima. Fa parte della zona pastorale di Riva e Ledro e risale al XVI secolo.

## Storia

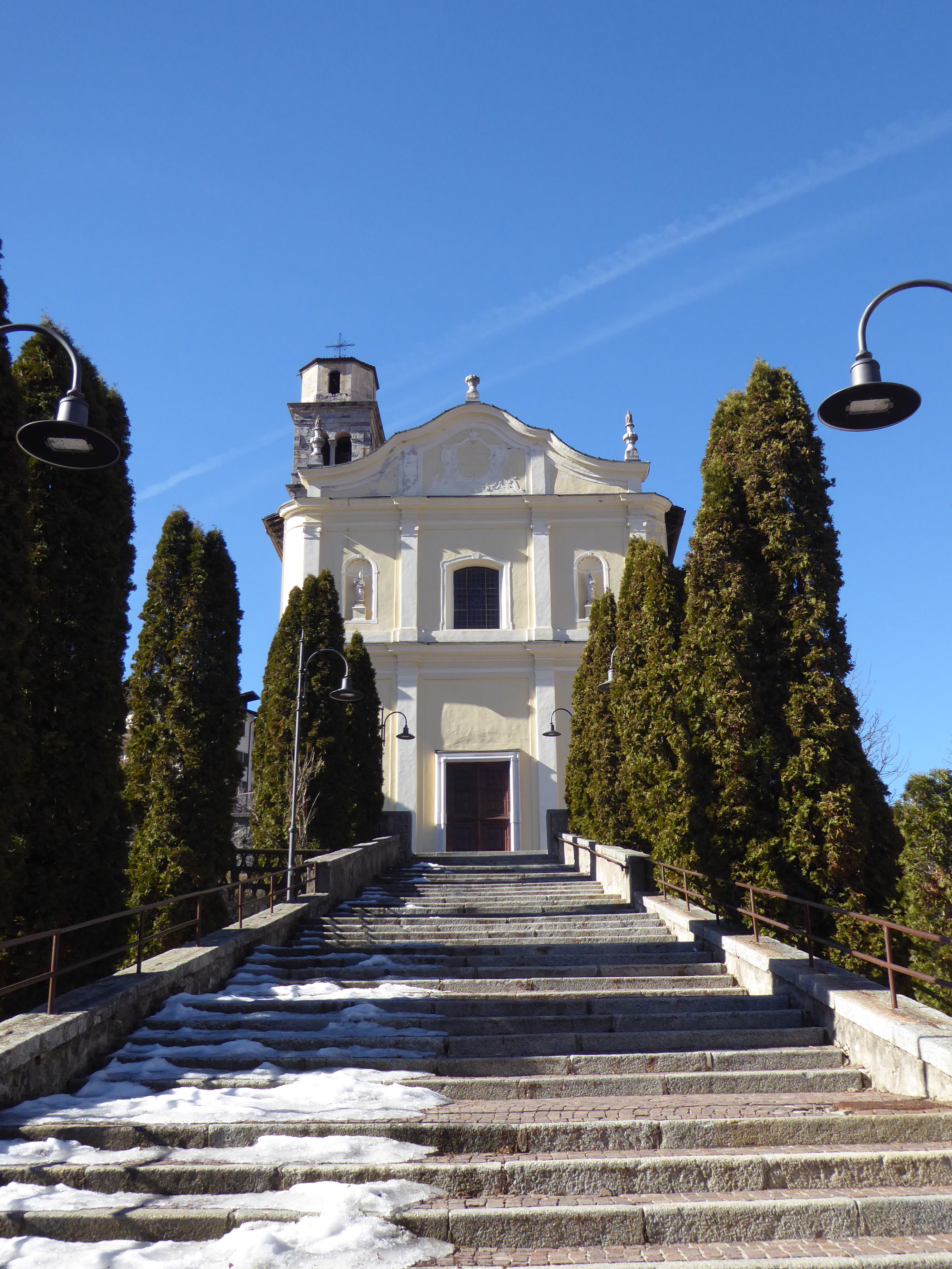
Facciata vista dalla scalinata antistante

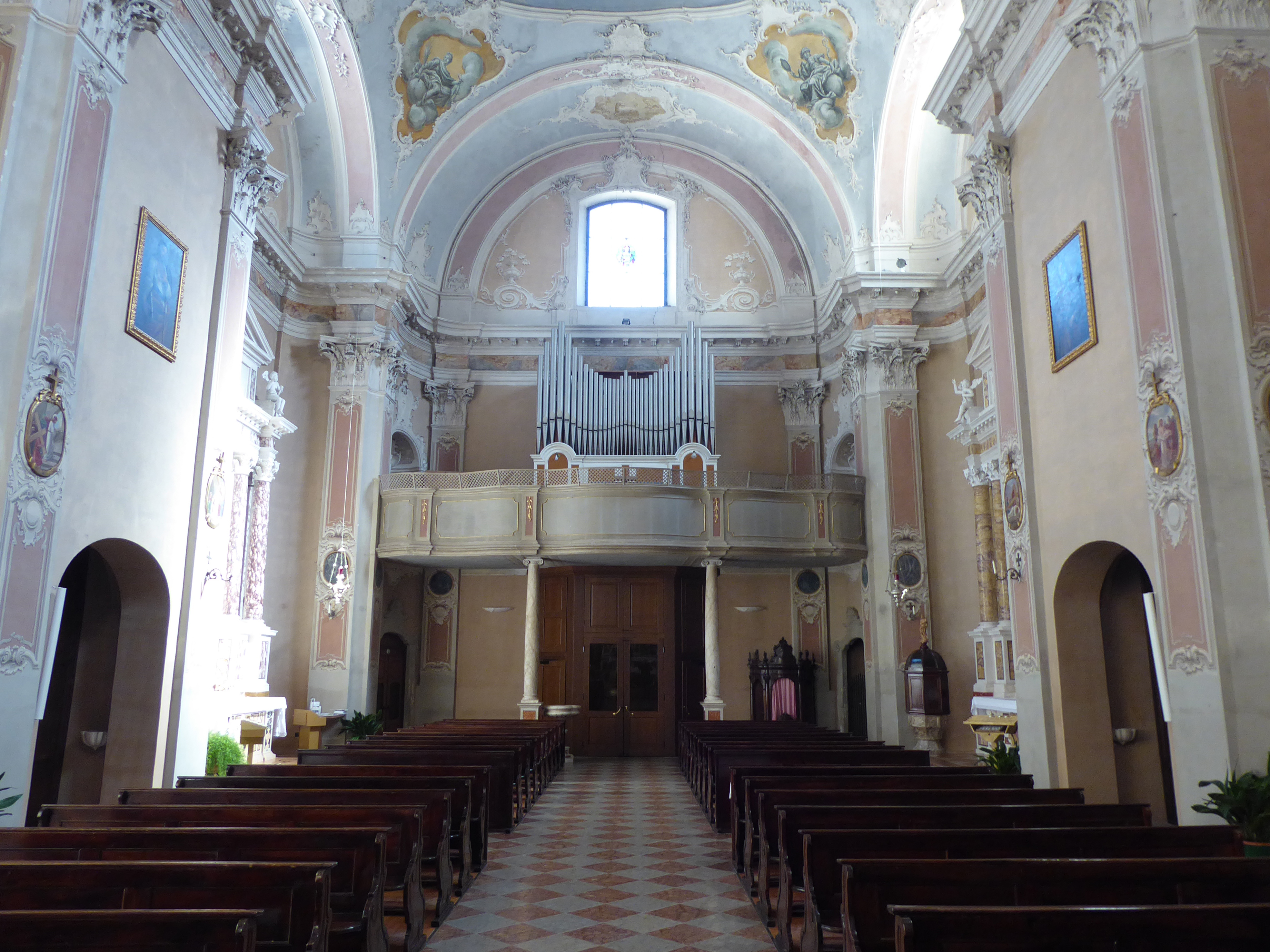
Interno, controfacciata con cantoria e organo a canne.

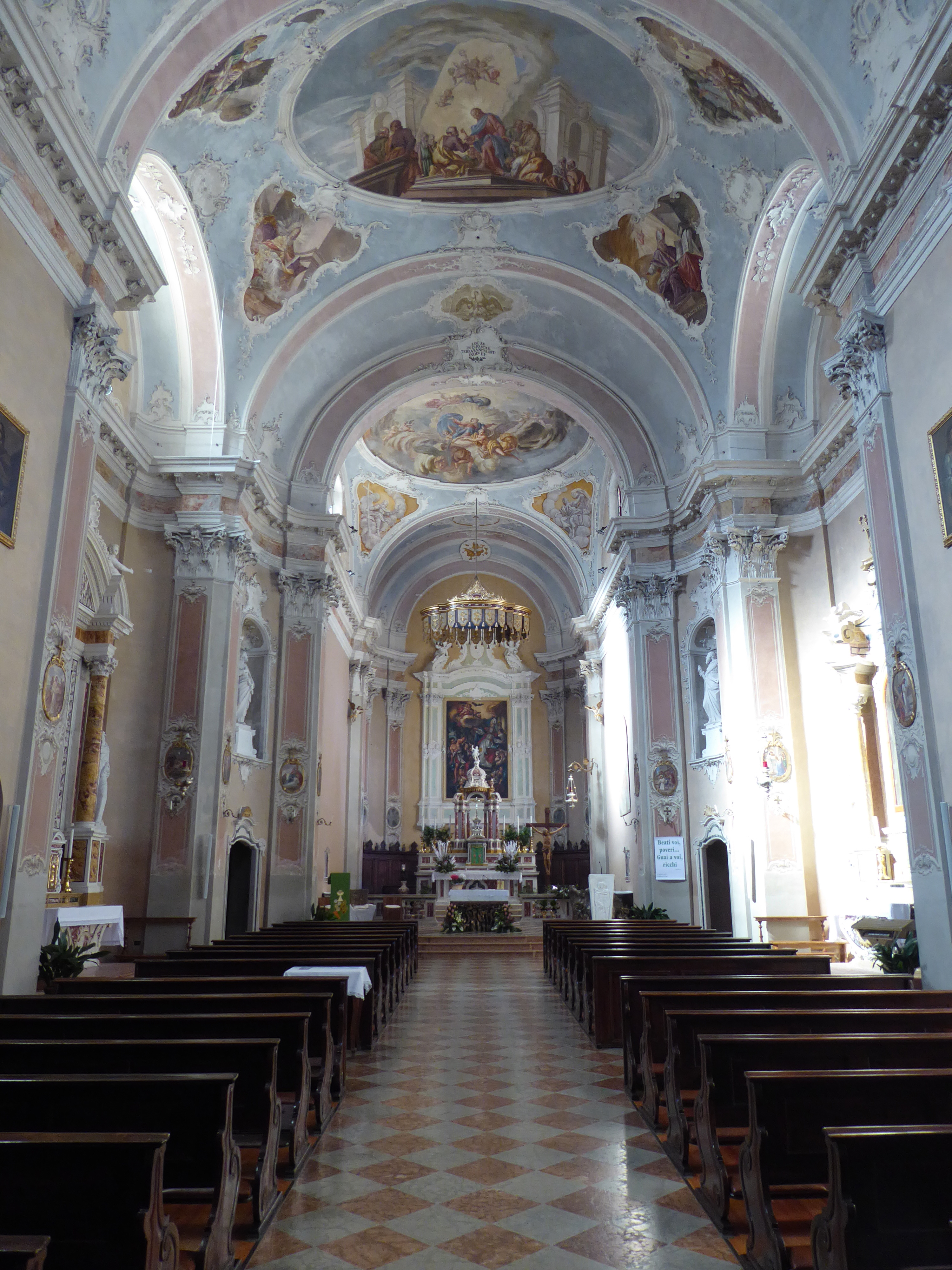
Navata con presbiterio dopo l'adeguamento liturgico. Davanti all'altare maggiore si possono vedere l'altare postconciliare e l'ambone.

Il primo edificio sacro dedicato a San Vigilio fu eretto nella prima metà del XVI secolo vicino al lago di Ledro ma una nuova chiesa venne edificata a partire dal 1758, quando il principe vescovo Francesco Felice Alberti di Enno ne concesse l'erezione. Il campanile fu innalzato nel 1774 e la consacrazione ebbe luogo nel 1798.
La chiesa venne in parte ricostruita nel 1758 su progetto di Pietro Bianchi.
Nel XX secolo il tempio di San Vigilio fu oggetto di vari interventi. L'edificio venne completamente restaurato nel 1930 e nuovamente nel 1983, dopo il sisma che aveva colpito il territorio nel 1976.
Dal 1933 divenne chiesa parrocchiale dopo essere stata a lungo sussidiaria della chiesa dell'Annunciazione di Maria, la pieve di Ledro.

## Descrizione

### Esterni
Il tempio si trova in posizione elevata tra le frazioni di Legos e di Molina di Ledro.
Al prospetto principale, che è orientato verso ovest, vi si accede dopo aver percorso una ripida scalinata.
La facciata è in stile barocco, è suddivisa in due ordini e culmina in un frontone arrotondato. La torre campanaria, costruita in granito e munita di un orologio si trova a sud.

### Interni
La navata interna è unica e ampliata da cappelle laterali. La volta è decorata con stucchi, affreschi e anche con la tecnica a chiaroscuro. Dietro l'altare maggiore è conservata la grande pala che raffigura il Martirio di San Vigilio in una cornice a stucco.